# Граматик
Граматик, у средњовековној Србији, представља синоним за дијака или преписивача.

## Значење
Звање граматика ретко се среће у српским средњовековним канцеларијама. Граматик Десоје служио је босанског бана Нинослава, а Степан Бенчулић је обављао дужност канцелара Дубровачке општине. Ћириличке исправе за Дубровачку општину писао је и Маринко граматик. Граматик је изгледа поседовао виши степен образовања од дијака. Теодор Спан, који је 1263. године за Доментијана преписао Шестоднев се потписао као граматик. Владислав, познати преписивач из 15. века, потписао се у својим зборницима из 1456, 1469. и 1473. године као дијак, а у зборнику из 1479. године као граматик. Воисил Граматик преписао је у другој половини 13. века једно јеванђеље, а Јован Граматик је 1385—1395. године преписао Добротољубље. 